# Karin Dreijer
Karin Elisabeth Dreijer (Nacka, Suecia, 7 de abril de 1975), de nombre artístico Fever Ray, es una persona profesional de la música, la composición y la producción discográfica de nacionalidad sueca que saltó a la fama como vocalista del dúo de música electrónica The Knife, formado junto a su hermano Olof Dreijer y su proyecto solista bajo el seudónimo Fever Ray.

## Biografía
Dreijer nació el 7 de abril de 1975 en Gotemburgo, Suecia. Empezó a tocar la guitarra a los diez años, lo que dio lugar a la fundación de la banda Honey Is Cool. Antes de dedicarse a la música, Dreijer trabajó en diseño web. En 1998, se mudaron a Estocolmo.

## Trayectoria
Dreijer antes fue cantante y guitarrista de la banda de rock alternativo Honey Is Cool, fundado en 1994. Este proyecto marcó sus primeros pasos en la industria musical.
En 1999, Karin y su hermano Olof Dreijer formaron The Knife, un dúo que revolucionó la música electrónica. Su segundo álbum, Deep Cuts (2003), incluyó el exitoso sencillo "Heartbeats", que les otorgó reconocimiento internacional. El dúo también exploró proyectos innovadores como la ópera experimental Tomorrow, in a Year (2009), basada en El origen de las especies de Charles Darwin. Su último álbum, Shaking the Habitual (2013), fue seguido por la disolución del grupo en 2014.

## Trabajo en solitario
Mientras The Knife se tomaba un descanso, Dreijer lanzó su álbum debut como solista titulado igual que su proyecto, Fever Ray. Se lanzó digitalmente el 12 de enero de 2009 y físicamente el 18 de marzo de 2009 vía Rabid Records. El álbum fue precedido por su primer sencillo «If I Had a Heart», a la venta digitalmente desde el 15 de diciembre de 2008. La canción When I Grow Up, de su primer álbum en solitario, aparece en la banda sonora del juego Pro Evolution Soccer 2011, mientras que If I Had a Heart, también del mismo disco, es el tema principal de la serie de televisión Vikingos, estrenada en 2013.
En septiembre de 2009, Dreijer compuso la banda sonora de Dirty Diaries , una colección de cortometrajes pornográficos feministas. En una reseña de la colección, el periódico sueco Smålandsposten la describió como apropiada para la película, aunque repetitiva.
Dreijer actuó como Fever Ray en el Festival de Coachella de 2010 y recibió críticas positivas.  En septiembre del mismo año, actuaron en Electric Picnic en Irlanda.
La banda sonora de la película Caperucita Roja (2011) incluye un nuevo tema interpretado por Dreijer como Fever Ray, «The Wolf», así como «Keep the Streets Empty for Me» de su álbum debut. «The Wolf» también apareció en el tráiler de anuncio de Far Cry Primal de Ubisoft, así como durante la misión final del juego. Dreijer escribió la música para la adaptación teatral de la película de terror la adaptación de La hora del lobo de Ingmar Bergman, que se estrenó en el Teatro Dramático Real de Estocolmo el 12 de marzo de 2011.  Una de estas pistas, "No Face", apareció en forma de demostración en el álbum recopilatorio de 2012 We Are the Works in Progress , organizado por Blonde Redhead para beneficiar a las víctimas del tsunami japonés de 2011.
En febrero de 2016, Dreijer anunció que habían escrito y producido música para una obra de teatro llamada Vahák (en español: Violencia ), que trata temas de violencia colonial y homofóbica. Ese mismo mes, Dreijer reveló en una entrevista con The Fader que estaban trabajando en música en solitario, aunque no estaban seguros de si sería bajo el nombre de Fever Ray.
El 20 de octubre de 2017, Dreijer lanzó el sencillo « To the Moon and Back » y su videoclip.  Fue el primer sencillo de su segundo álbum de estudio, Plunge , lanzado el 27 de octubre sin previo aviso.  El álbum recibió una gran aclamación de la crítica musical tras su lanzamiento y apareció en numerosas listas de fin de año. Para promocionarlo, Dreijer emprendió una gira internacional a lo largo de 2018, cuya primera etapa se celebró en Europa en febrero, seguida de una gira por Norteamérica en mayo.  Posteriormente, se añadieron más fechas europeas de junio a noviembre.
En los Grammis suecos de 2018, Dreijer y los productores con los que colaboraron en Plunge ganaron el premio al "Productor del Año".  Plunge también fue nominado a Mejor Álbum Independiente Europeo en los premios IMPALA.
El 10 de marzo de 2023, Fever Ray lanzó su tercer álbum, Radical Romantics, en Rabid Records.
Su estilo vocal es notable, tanto para agudos como para graves, los tonos de distorsión, combinado con su acento distintivo y el uso de pitch-shifting, mientras que su imagen como artista tiende a incluir el uso de máscaras y otros elementos teatrales.

## Discografía

### Álbumes
- 2009: Fever Ray: #8 Suecia, #11 Bélgica, #11 Dinamarca, #29 Finlandia y #90 Reino Unido.
- 2017: Plunge.
- 2023: Radical Romantics.[26]

### Álbumes en Vivo
- 2009: Live in Luleå
- 2019: Live at Troxy

### Sencillos
- 2008: «If I Had a Heart»
- 2009: «When I Grow Up»
- 2009: «Triangle Walks»
- 2009: «Seven»
- 2009: «Stranger Than Kindness»
- 2009: «Keep the Streets Empty for Me»
- 2010: «Mercy Street»
- 2017 «To The Moon And Back»
- 2018 «Wanna Sip»
- 2018 «IDK About You»

### Colaboraciones
- 2000: «Wasted» para Robot.
- 2001: «Axe Man» para Silverbullit.
- 2001: «Lost in the City Nights» para Yvonne.
- 2005: «What Else Is There?» para Röyksopp.
- 2005: «Who's That Girl» para Robyn (como productora, junto a Olof Dreijer).
- 2008: «Slow» para dEUS.
- 2009: «This Must Be It» y "Tricky Tricky" para Röyksopp.